# Rockefeller Center

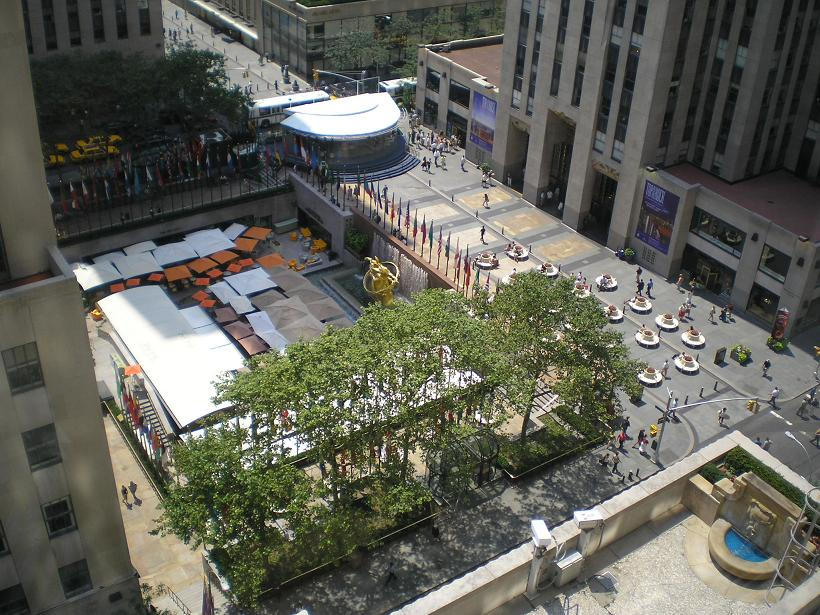
Rockefeller Plaza

Rockefeller Center je komplex 19 obchodních budov pokrývající rozlohu 22 akrů mezi ulicemi 48th a 51st Street v New York City, stát New York, USA. Komplex, postavený rodinou Rockefellerů, se nachází uprostřed Midtown Manhattanu, mezi ulicemi Fifth Avenue a Seventh Avenue. V roce 1987 byl komplex vyhlášen Národní historickou památkou. Jedná se o největší privátně vlastněný komplex budov svého druhu na světě. Počátky jeho budování sahají do roku 1928. Stavět ho začal John D. Rockefeller, Jr.

## Součásti Rockefeller Center
- Radio City Music Hall
- 30 Rockefeller Plaza
- Center Art
- řada dalších budov na Rockefeller Plaza, Avenue of the Americas, Fifth Avenue a Seventh Avenue

## Galerie

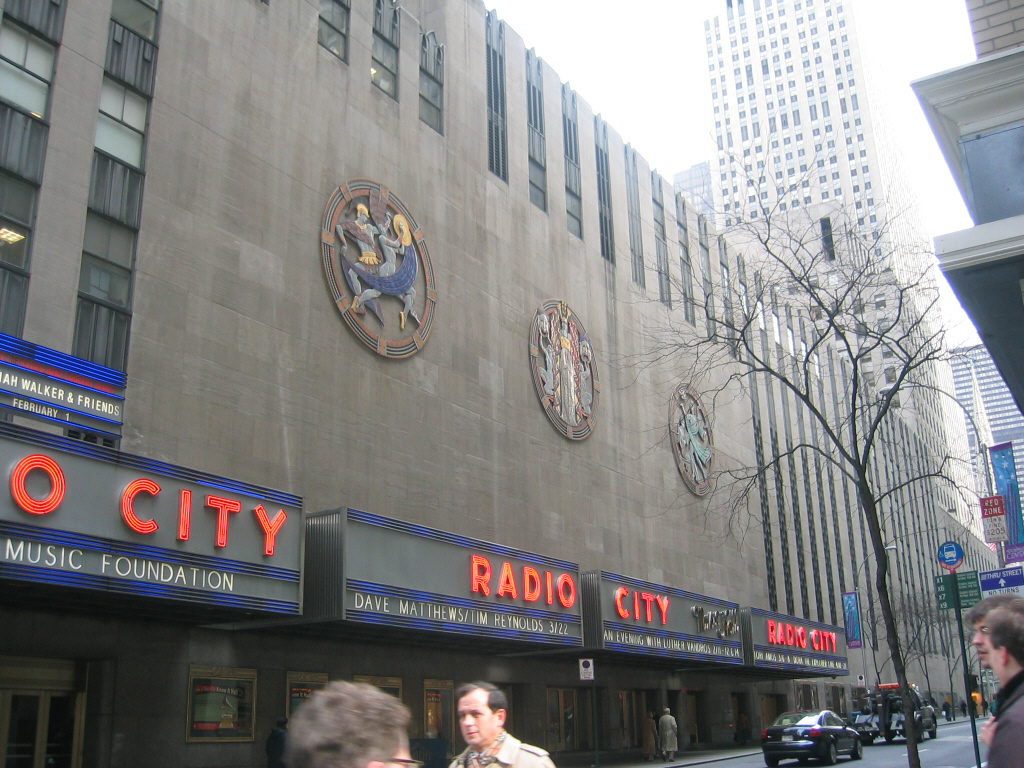
Radio City Music Hall
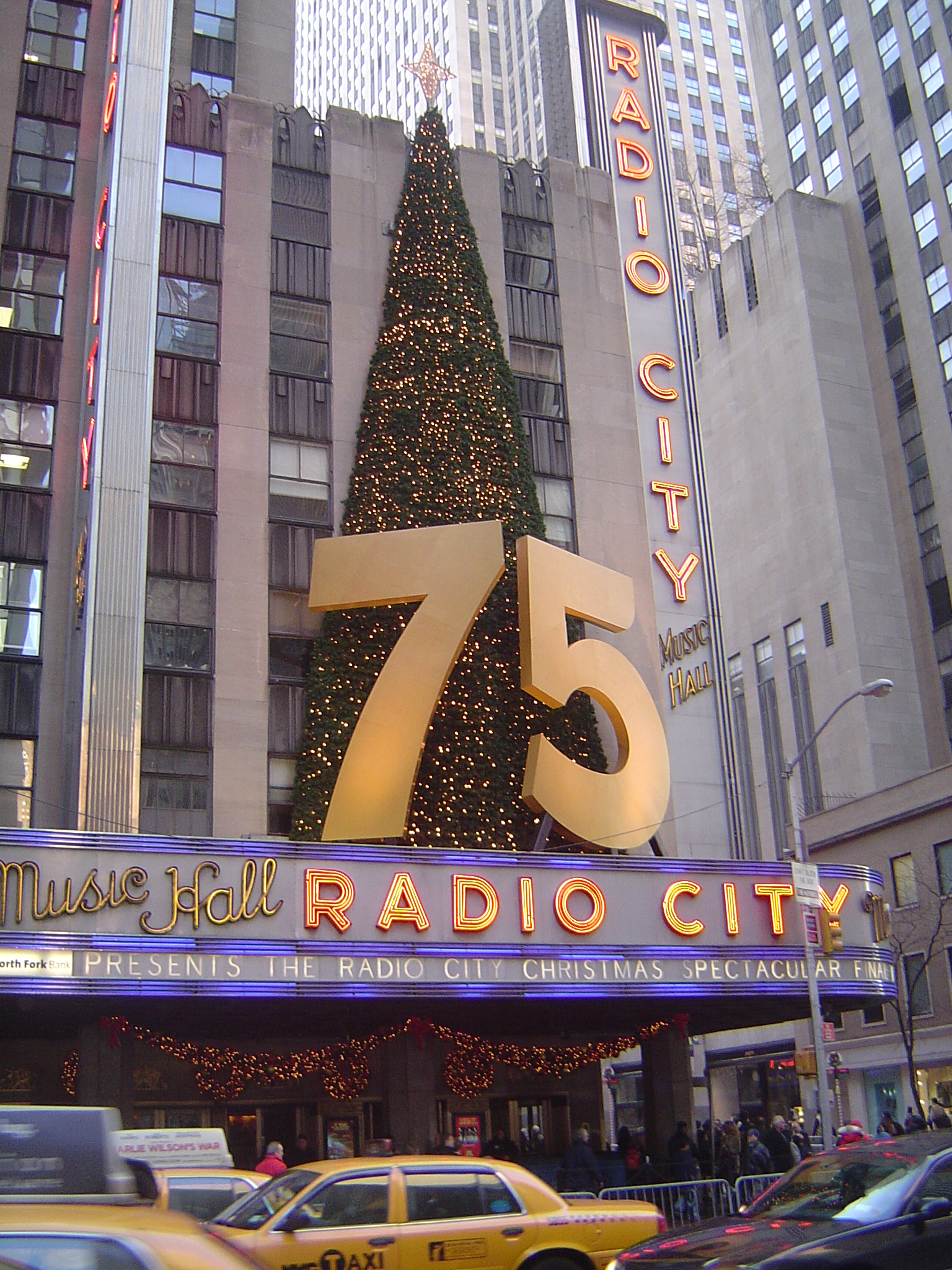
Radio City Music Hall o Vánocích 2007
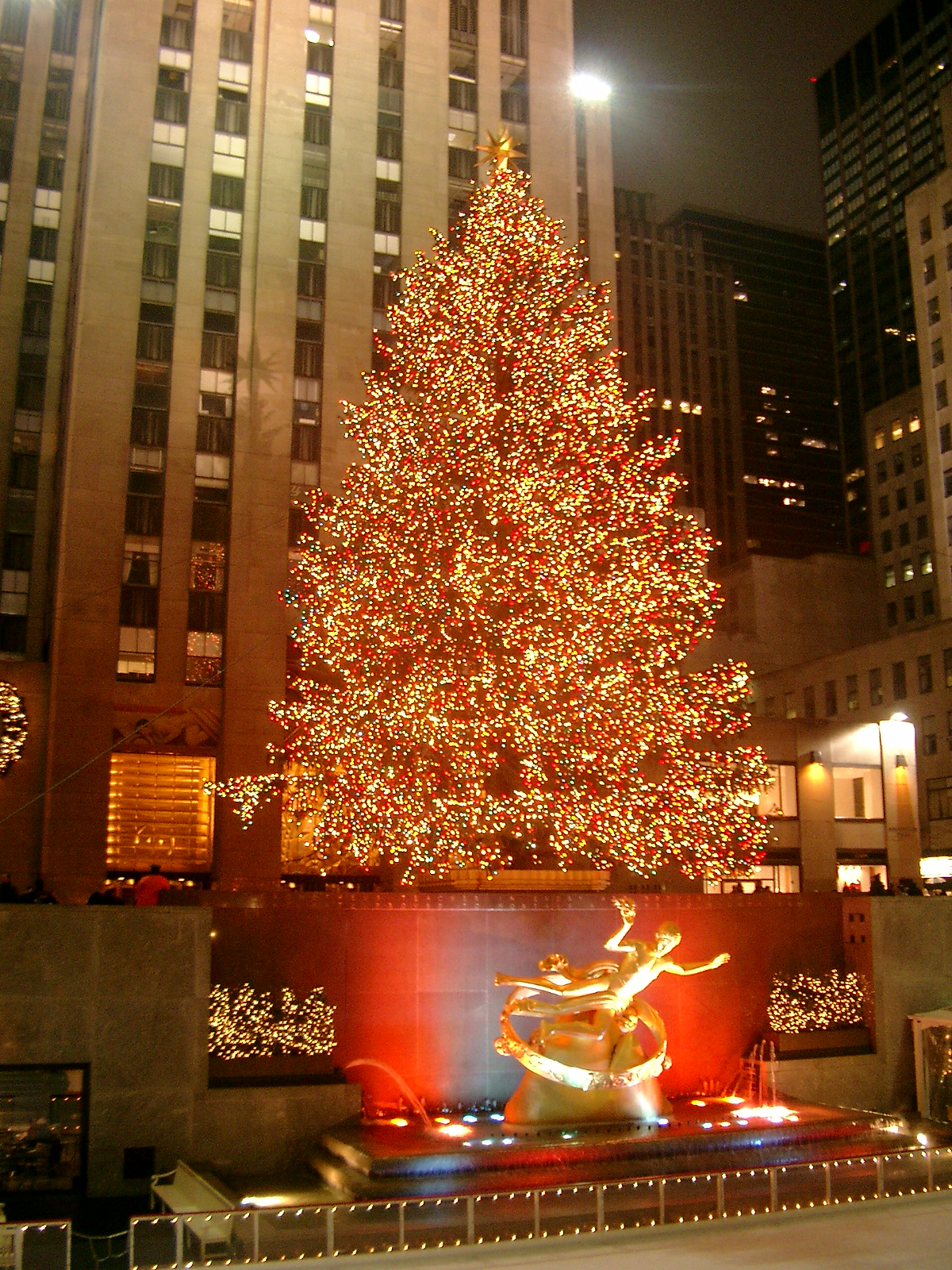
Vánoční strom
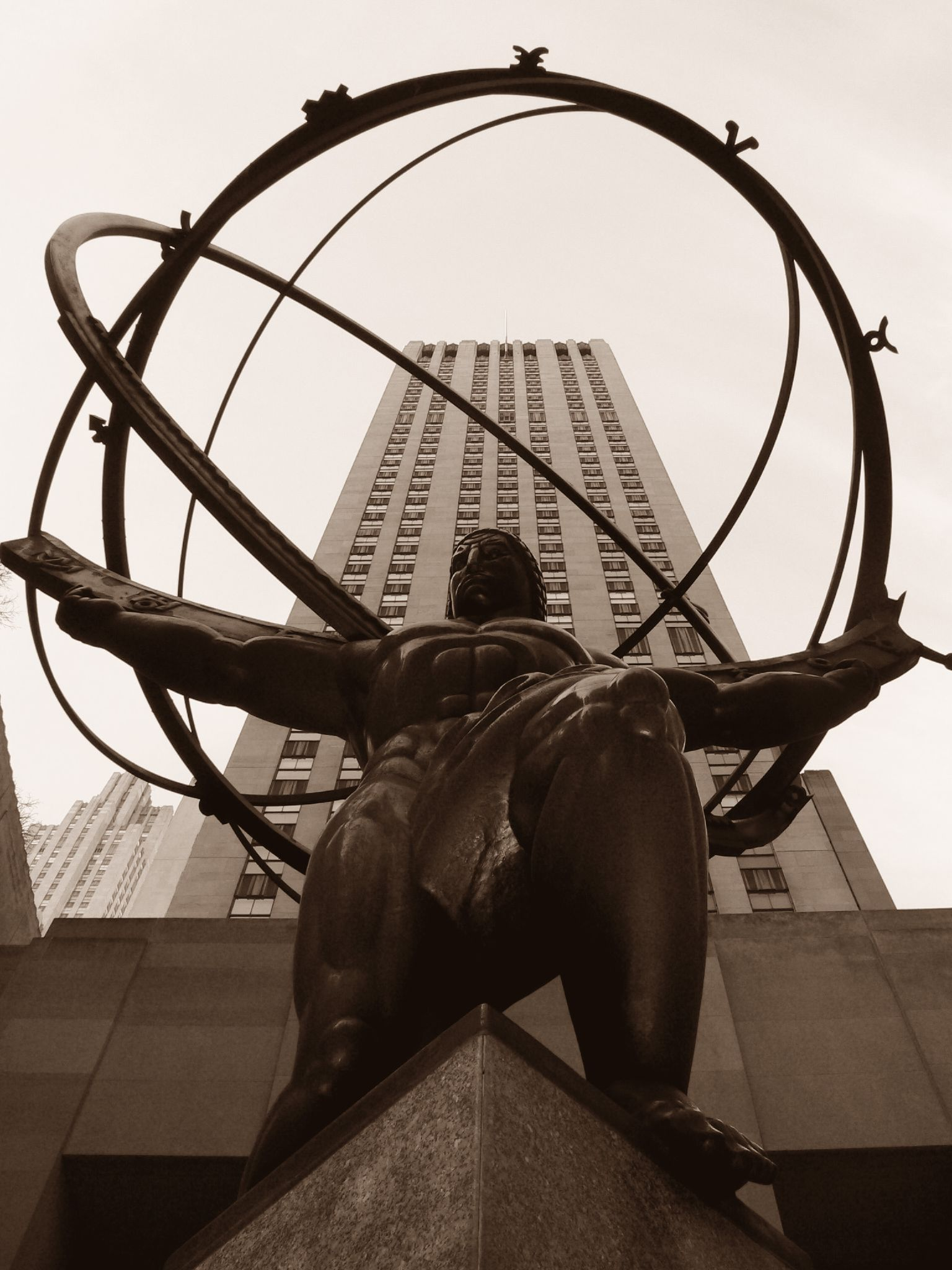
Atlas
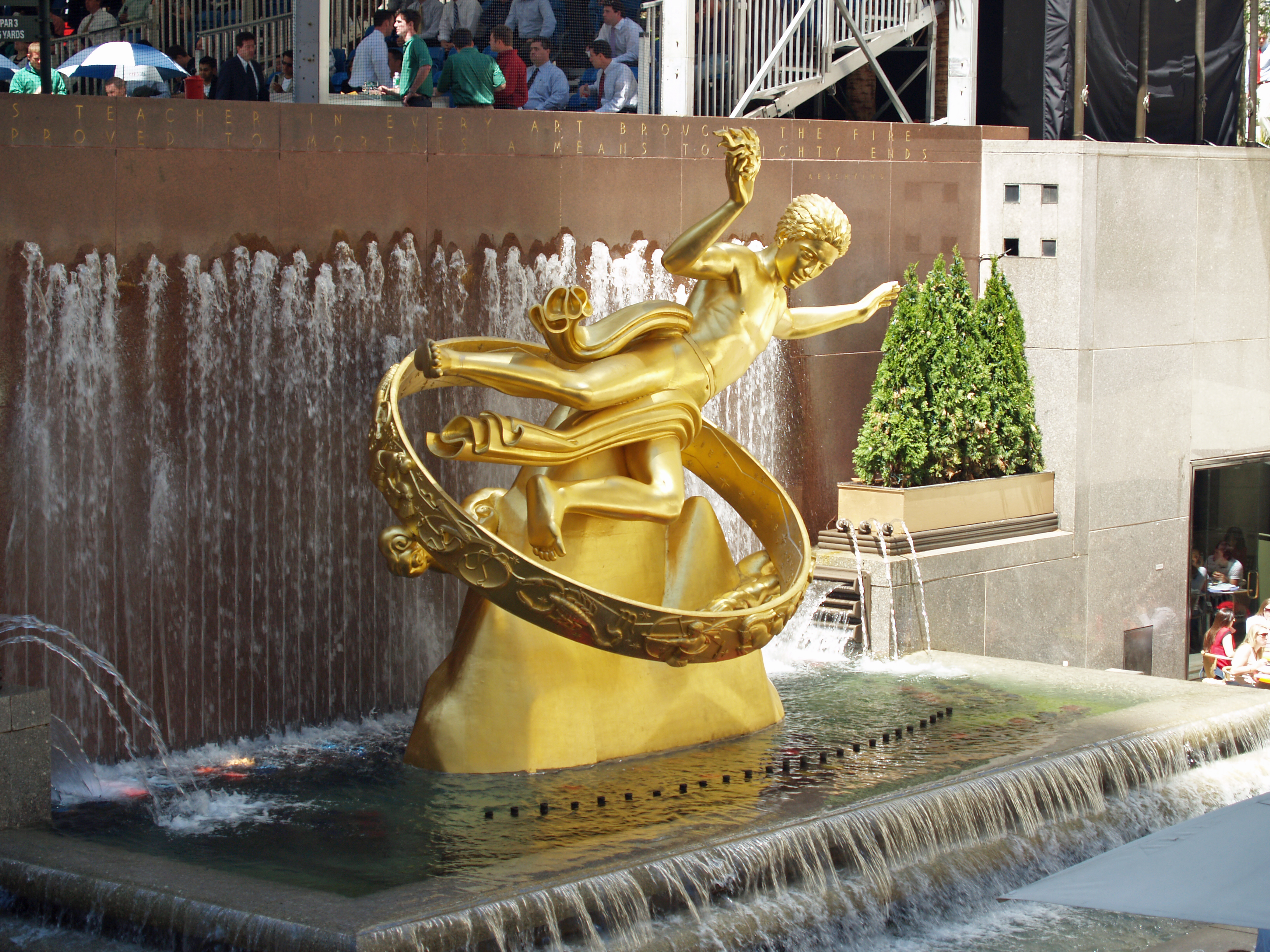
Prometheus
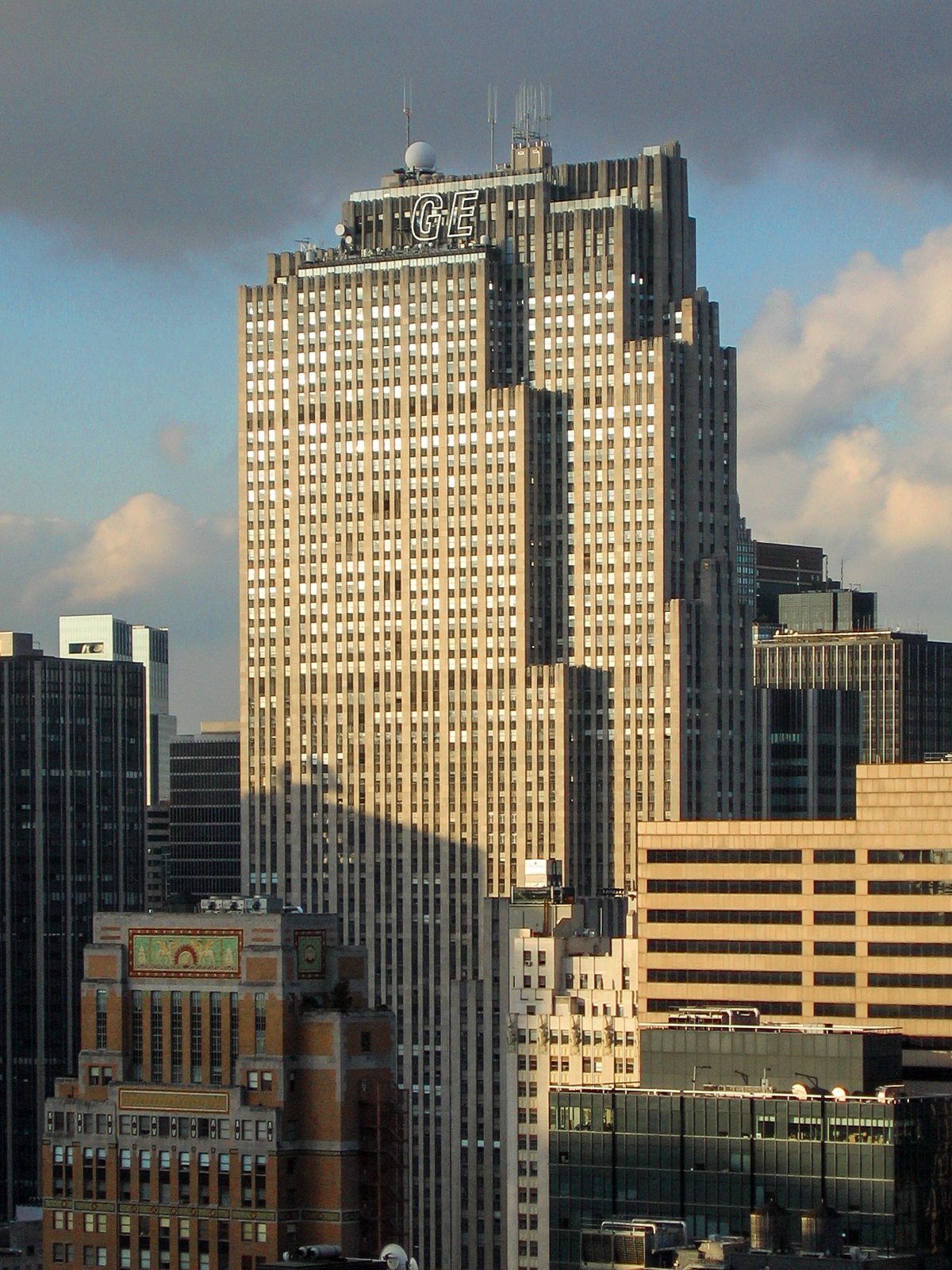
30 Rockefeller Plaza
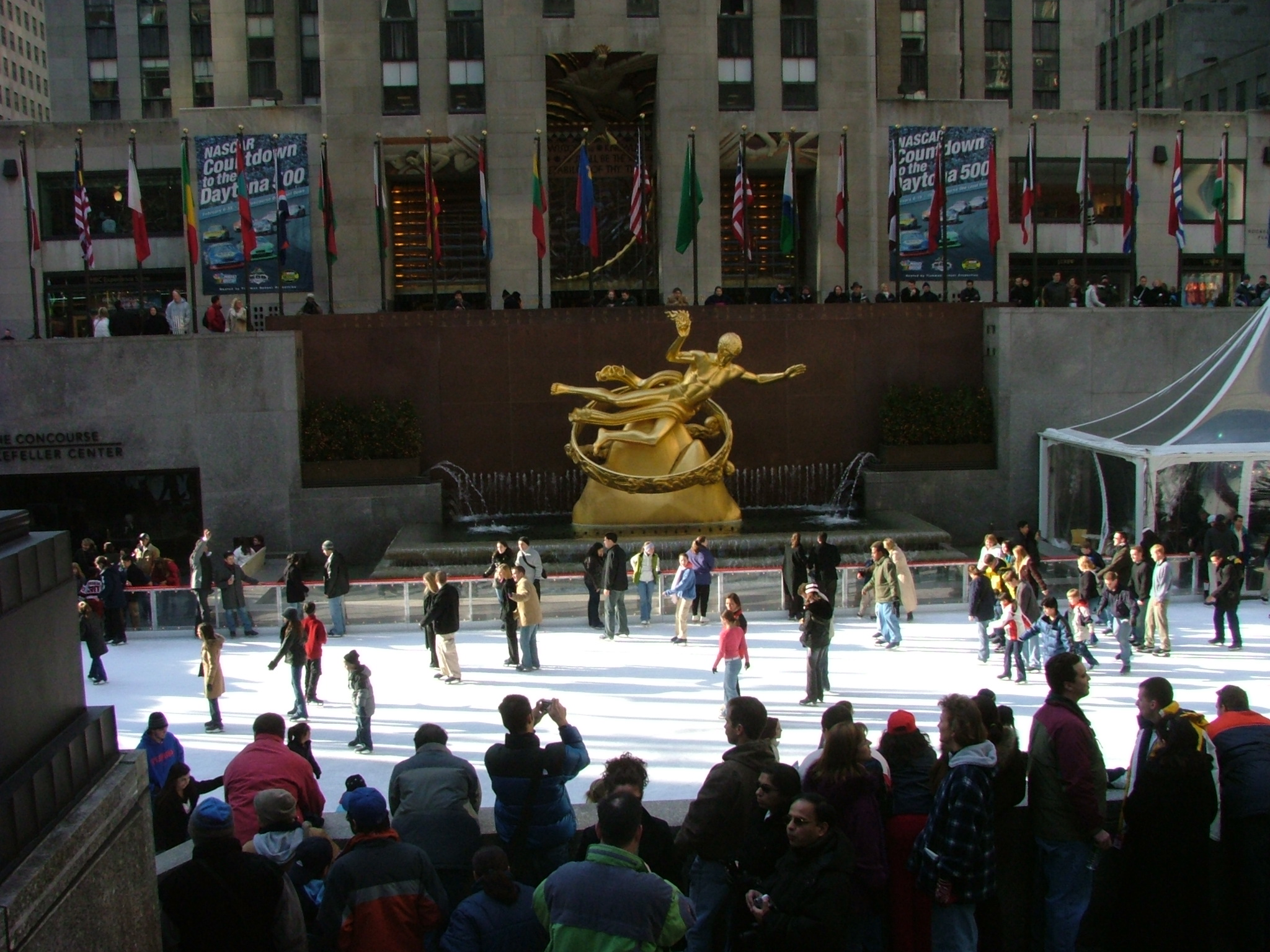
kluziště u sochy Promethea
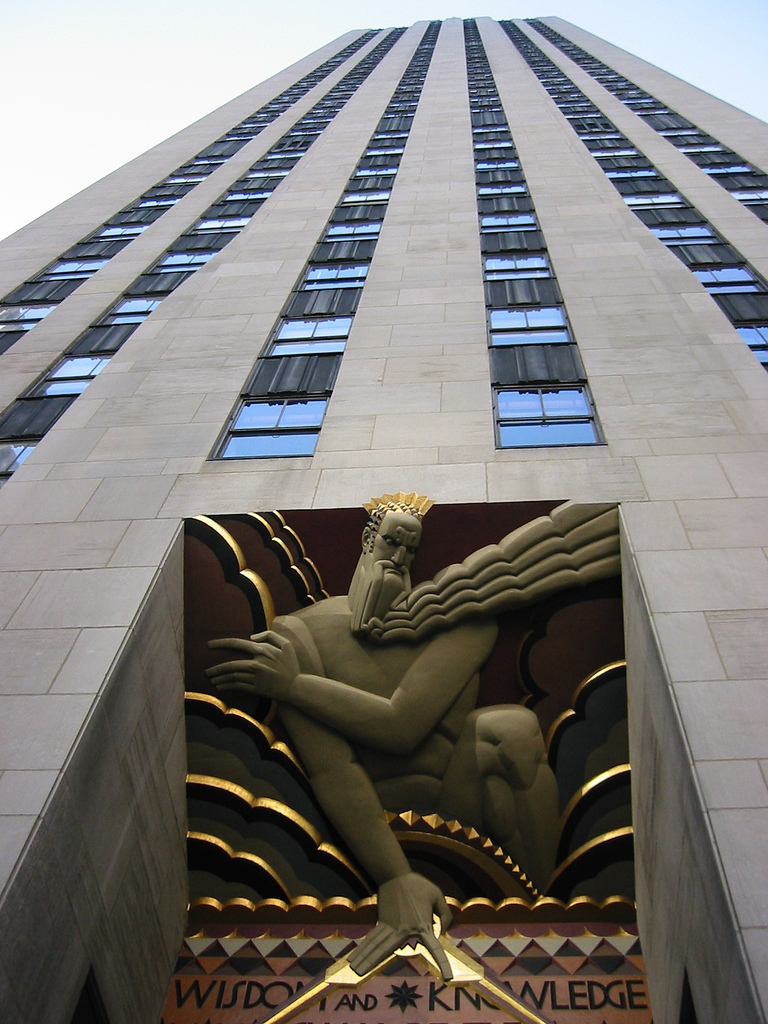
Lower Plaza
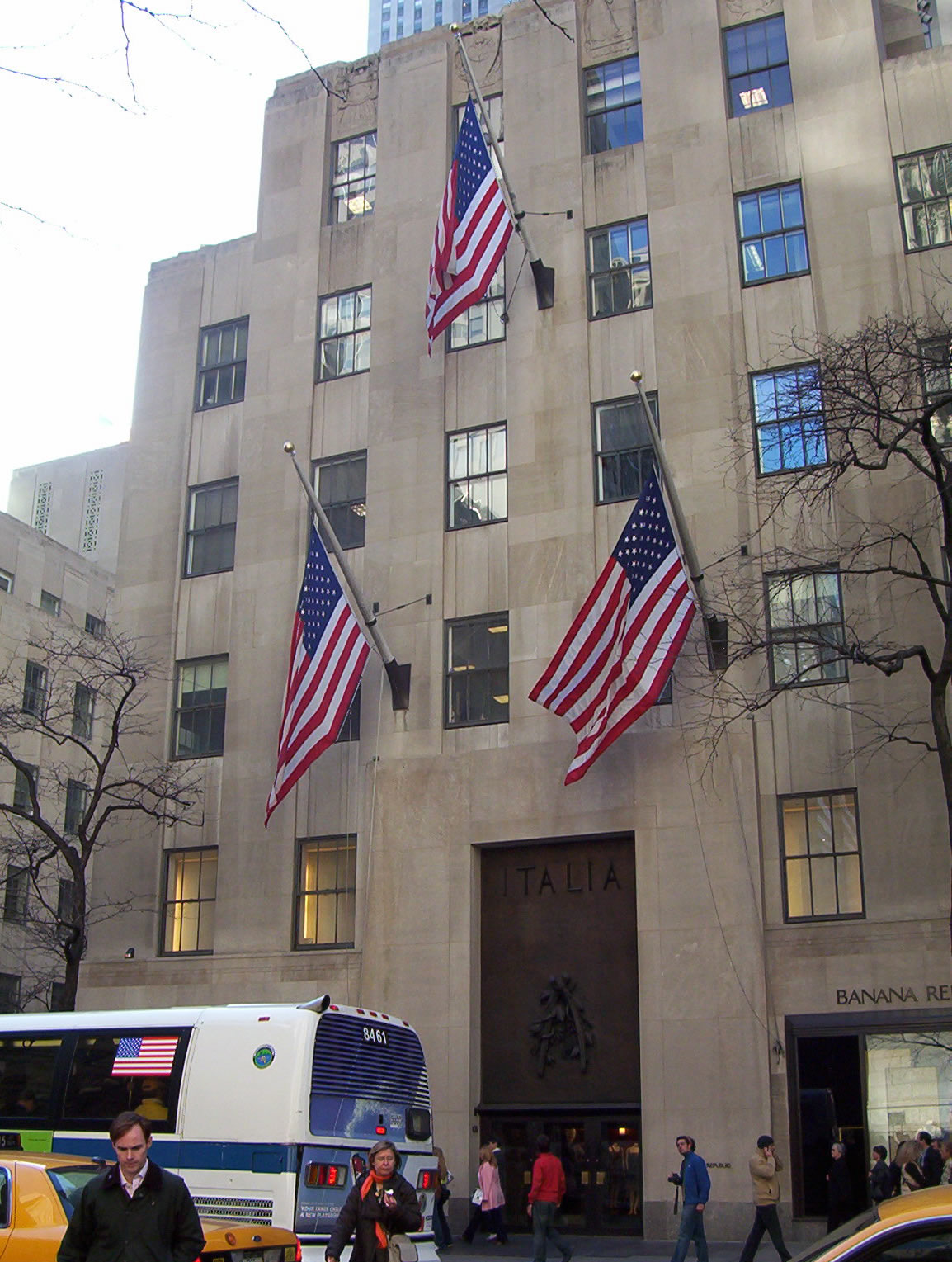
Palazzo d'Italia